# Вольсборн
Вольсборн (нем. Wohlsborn) — община в Германии, в земле Тюрингия. 
Входит в состав района Веймар. Подчиняется управлению Буттельштедт. Население составляет 508 человек (на 31 декабря 2010 года). Занимает площадь 4,03 км².
Община подразделяется на 8 сельских округов.